# Cabrero (Cáceres)
Cabrero (en estremeñu Cabreru) es un municipio español perteneciente a la provincia de Cáceres, en la comunidad autónoma de Extremadura. Está situado en el Valle del Jerte. En 2020 contaba con 328 habitantes censados, según los datos oficiales del INE

## Símbolos
El escudo heráldico del municipio fue aprobado mediante la "Orden de 15 de noviembre de 2004, por la que se aprueba el Escudo Heráldico, para el Ayuntamiento de Cabrero", publicada en el Diario Oficial de Extremadura el 4 de diciembre de 2004 luego de haber iniciado el expediente el pleno municipal el 4 de septiembre de 2003 y haber emitido informe el Consejo Asesor de Honores y Distinciones de la Junta de Extremadura el 9 de noviembre de 2004. El escudo de Cabrero se define así:

Escudo de sinople. Una espada flamígera de plata, guarnecida de oro, con llamas de púrpura, puesta en palo, acompañada en los cantones y en la punta de cinco cabras de oro, acornadas de púrpura. Al timbre, corona real cerrada.

## Límites del término municipal
Cabrero limita con:
- Casas del Castañar al sur;
- Valdastillas al oeste;
- Piornal al norte.
- Barrado al este

## Historia
El origen de esta localidad es dudoso, pues hay quien dice que procede del vecino Piornal y quien dice que se formó a partir de la trashumancia. Sin embargo, se sabe que Cabrero se fundó en la Alta Edad Media y que existía antes que Piornal, siendo su nombre más antiguo conocido Las Casas del Cabrero.
En el siglo XIV, Alfonso XI de Castilla, en su libro de monterías, dijo que en el pueblo había osos, jabalíes y un tipo de cabras salvajes. En 1395 el pueblo no tenía más de 150 habitantes.
Durante siglos perteneció a Piornal, hasta que en 1791 los cabrereños acudieron a los tribunales de Plasencia para reclamar su independencia. Durante la Guerra de la Independencia Española, los cabrereños suministraron cebada, trigo y carne a las tropas españolas.
A la caída del Antiguo Régimen la localidad se constituye en municipio constitucional en la región de Extremadura, desde 1834 quedó integrado en el Partido judicial de Plasencia. En el censo de 1842 contaba con 86 hogares y 470 vecinos.
Durante la guerra civil española, vivió en Cabrero uno de los maquis más famosos de Extremadura, tío Félix "el Ligero".

## Demografía
Cabrero cuenta con una población de 349 habitantes (INE 2024).
| Gráfica de evolución demográfica de Cabrero entre 1842 y 2021                                                       |
| |
| Población de derecho según los censos de población del INE Población de hecho según los censos de población del INE |

## Economía

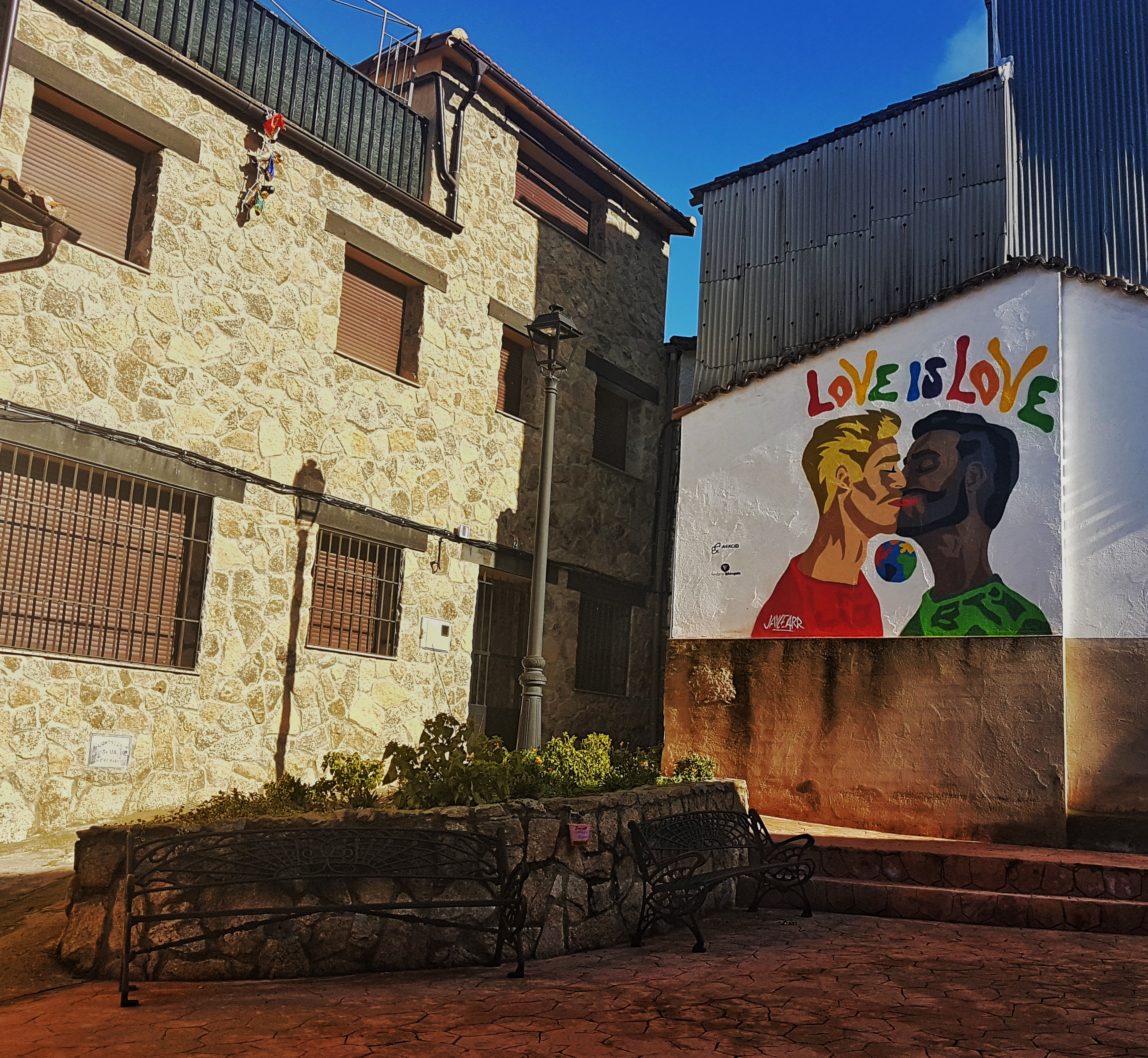
Placita en el pueblo de Cabrero

Depende fundamentalmente de la agricultura, en especial de las cerezas, con denominación de origen protegida. También hay castaños, olivos y pequeñas huertas con otros árboles frutales.
El pastoreo de cabras, que da nombre al pueblo se ha ido abandonando hasta desaparecer en la actualidad.

## Patrimonio
Iglesia parroquial católica de San Miguel Arcángel, en la Archidiócesis de Mérida-Badajoz, Diócesis de Plasencia, arciprestazgo de Cabezuela del Valle.

## Fiestas
- El Cerezo en Flor, marzo
- Se hace fiesta en honor a San Miguel Arcángel el 29 de septiembre.[9]